# Tratado de Alcoutim

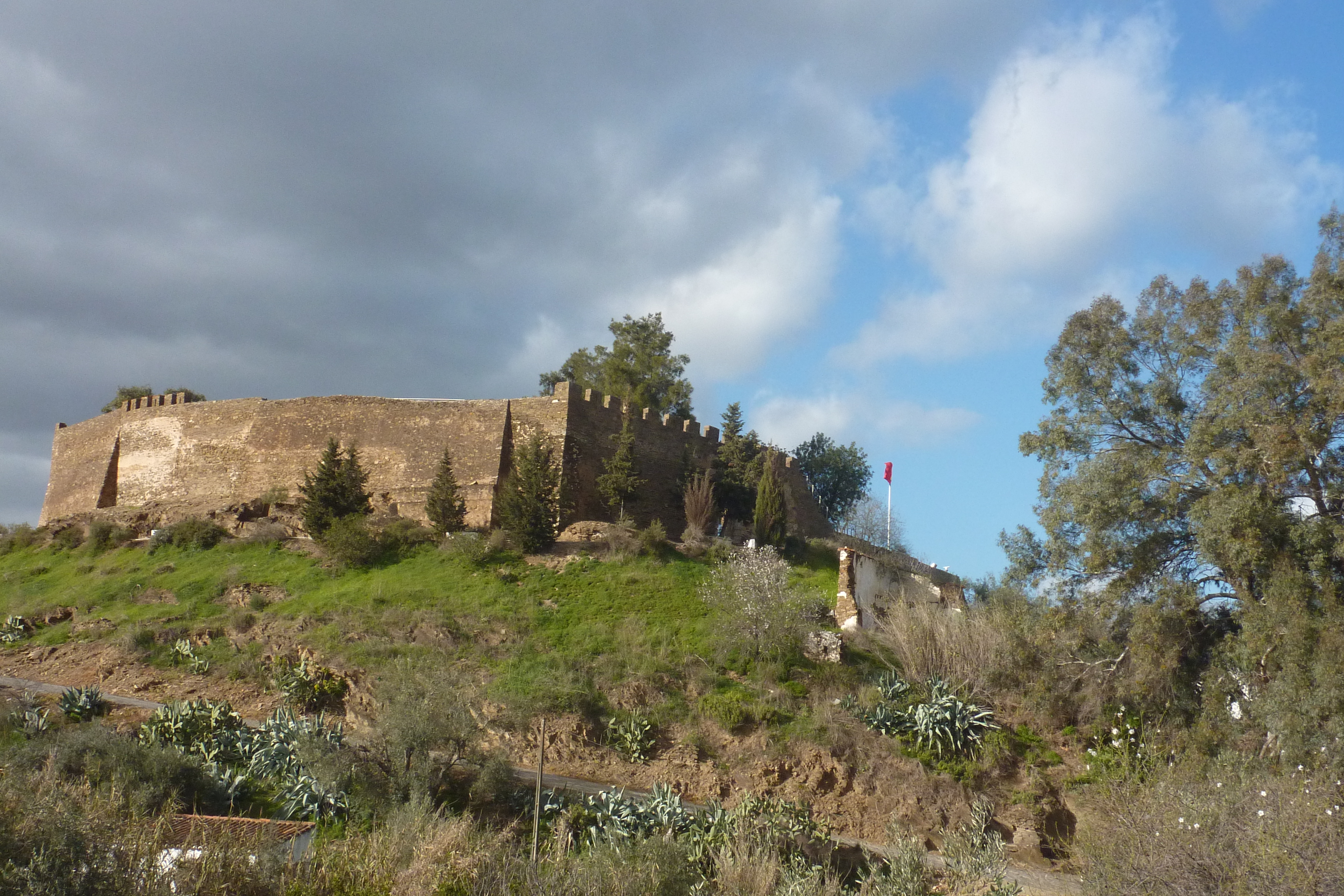
Castelo de Alcoutim.

O Tratado de Alcoutim, referido à época como as Pazes de Alcoutim, foi celebrado em 31 de março de 1371, em Alcoutim, entre os reis D. Fernando (1367-1383) e D. Henrique II de Castela.
Pelas suas cláusulas, o soberano de Portugal comprometia-se a manter boas relações com o rei de França.
Para além da paz, estipulava o casamento do rei português com D. Leonor de Castela, filha do rei castelhano.
O tratado foi confirmado no mesmo ano em Toro, onde o juraram os reis, os nobres e os prelados de Castela.
No ano seguinte foi celebrado um novo acordo, o Tratado de Tui (1372), que modificava as condições propostas em Alcoutim. Nomeadamente, desobrigando  o referido compromisso de casamento  e estabelecia-se de novo a fronteira anterior ao Tratado de Alcoutim.